# Südfall
Südfall est une petite île au large des côtes allemandes, elle se situe dans la mer des Wadden au nord de l'Allemagne, ce territoire est rattaché au Land Schleswig-Holstein.

## Géographie
Avec une superficie de 0,41 km2, c'est l'une des plus petites îles de l'archipel des Halligen, elle ne s'élève que de quelques centimètres au-dessus du niveau de la mer.

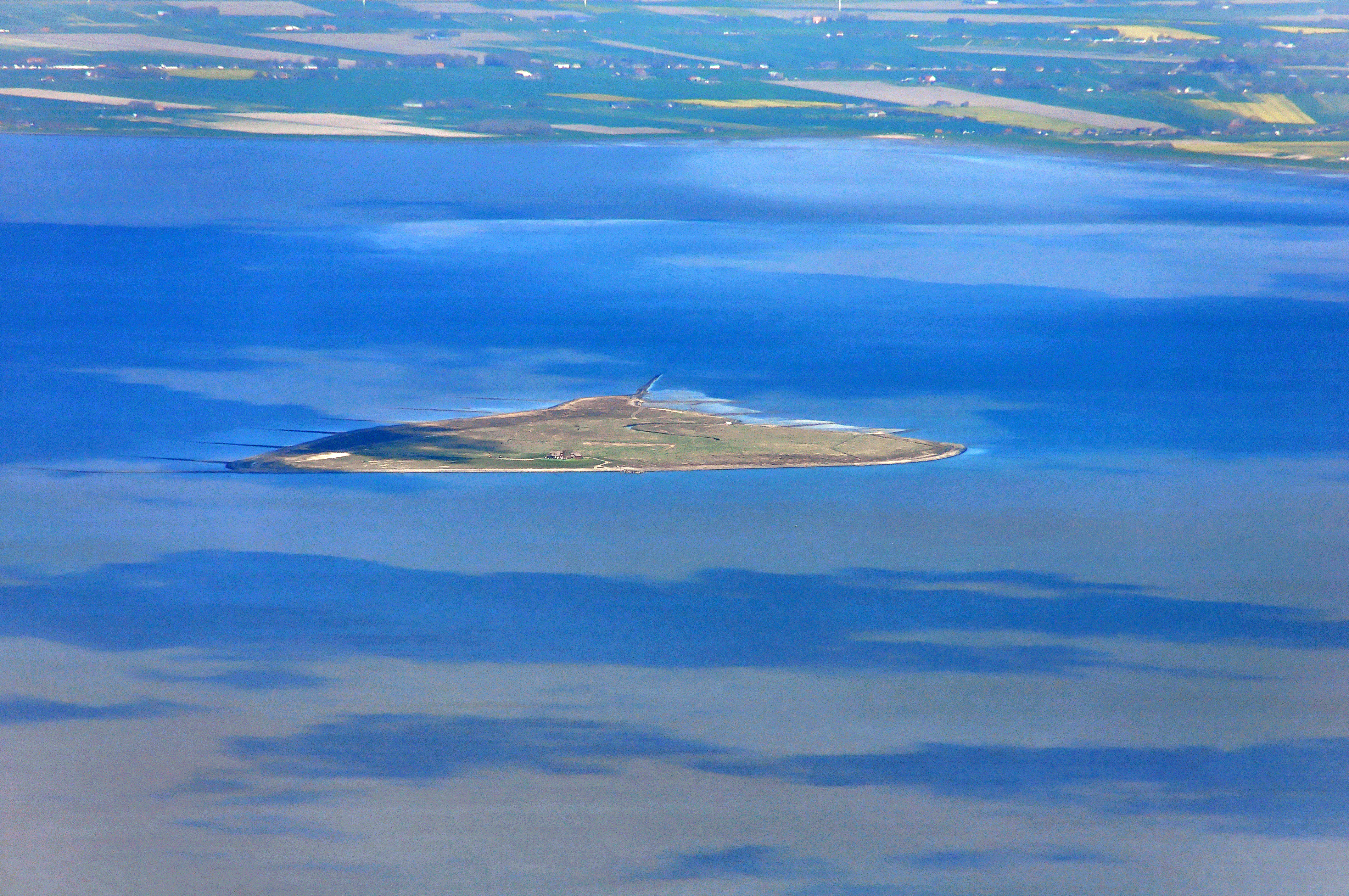
Südfall
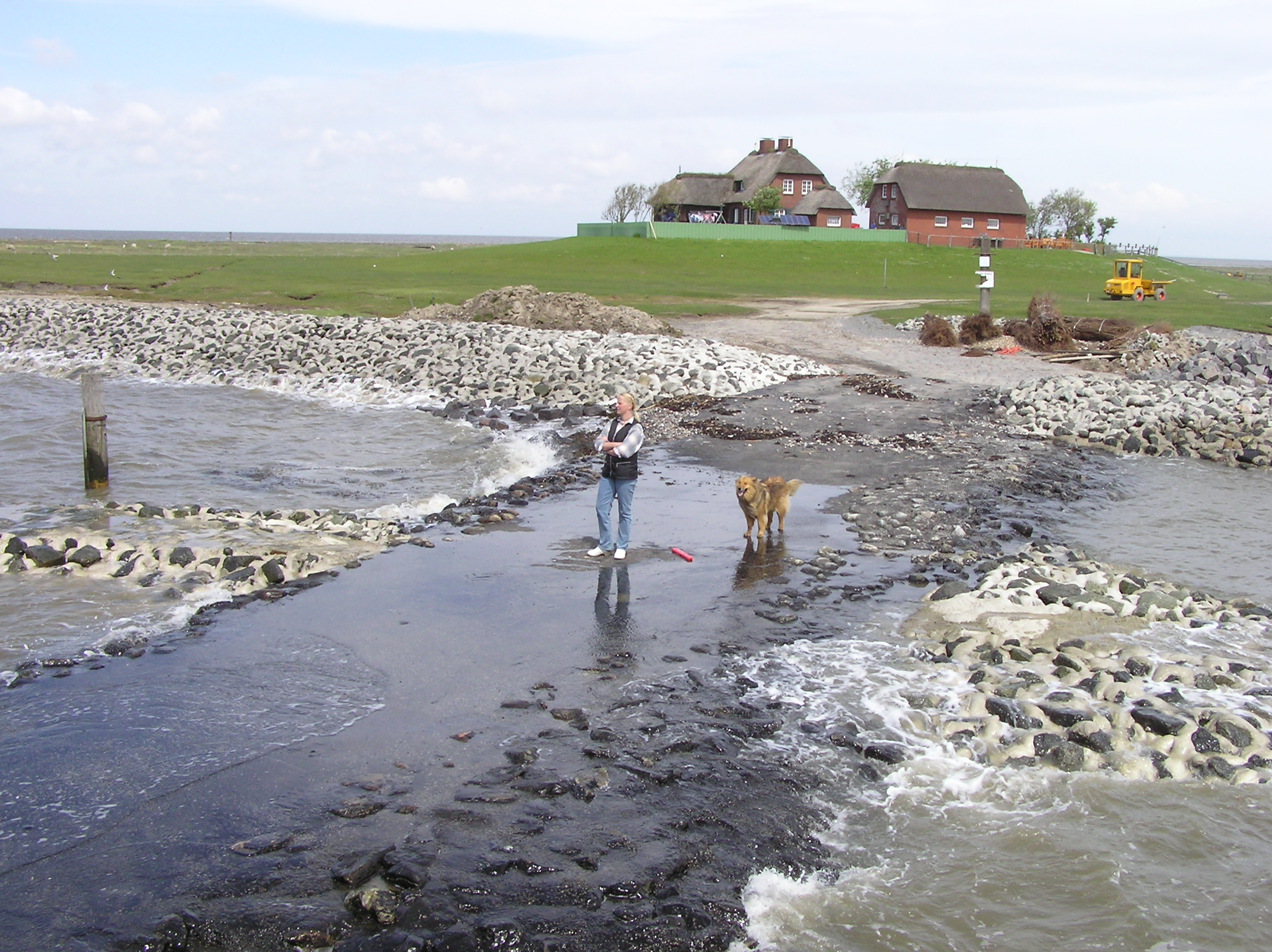
Südfall
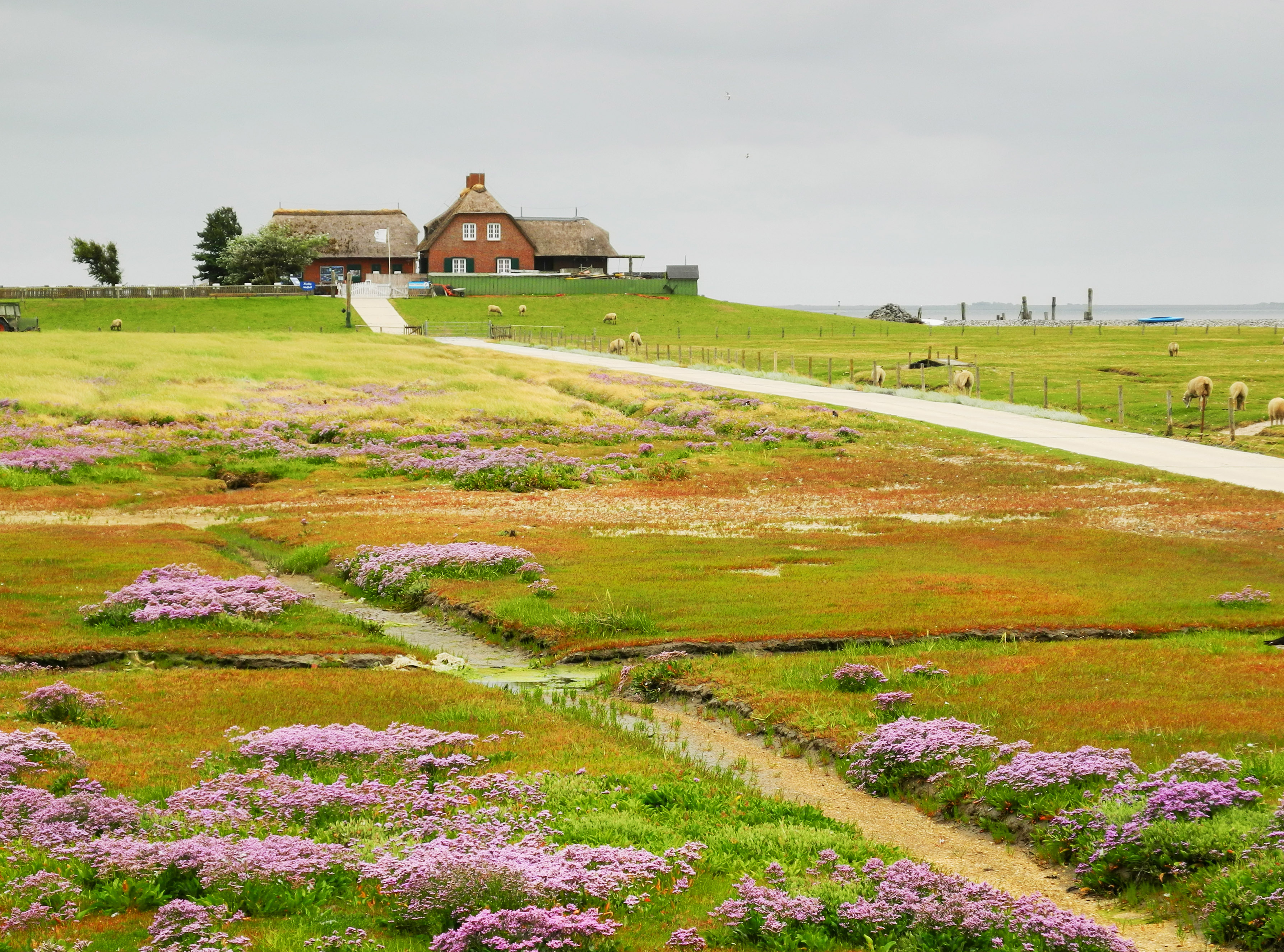
Südfall
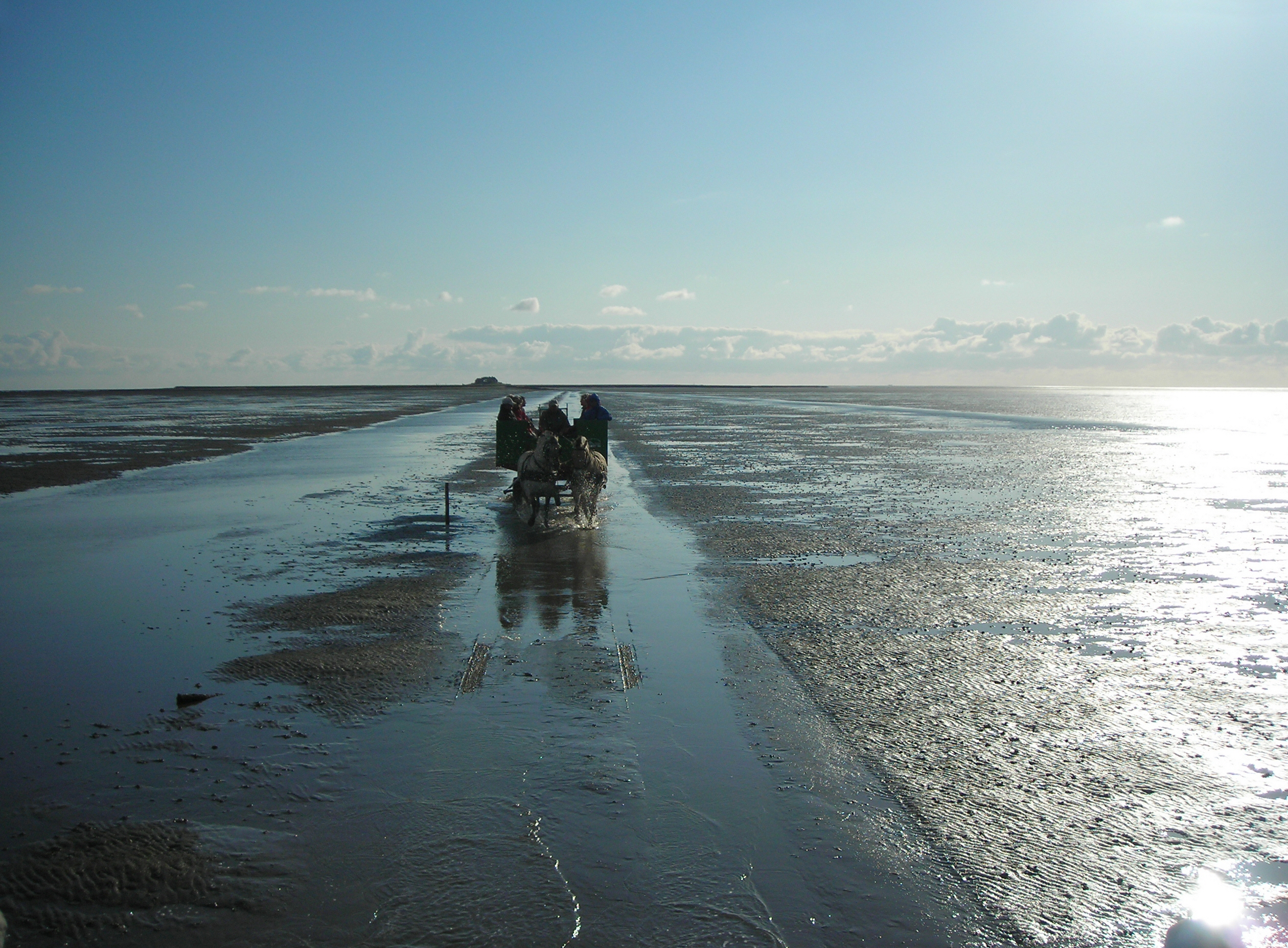
Südfall